# Kurt Eimann
Kurt Eimann, född 28 juli 1899 i Görlitz, död 7 augusti 1980 i Wolfsburg, var en tysk SS-Obersturmbannführer.

## Biografi
Eimann blev 1932 medlem i Nationalsocialistiska tyska arbetarepartiet (NSDAP) och Schutzstaffel (SS). Den 1 januari 1939 övertog han ledarskapet för 36. SS-Standarte i Danzig.
Den 1 september 1939 anföll Tyskland sin östra granne Polen och andra världskriget inleddes. Inom ramen för Operation Tannenberg ledde Eimann SS-Wachsturmbann Eimann, som sökte upp och mördade motståndare till Tredje riket. I september 1939 inrättades koncentrationslägret Stutthof och SS-Wachsturmbann Eimann fick i uppgift att vakta lägrets fångar. Eimanns enhet fick även i uppdrag att mörda patienter på psykiatrianstalter. Omkring 2 000 patienter dödades på anstalten Kocborowo (tyska Konradstein) i Starogard Gdański. Från olika anstalter fördes omkring 1 400 patienter till Neustadt och arkebuserades i ett skogsområde i närheten av Piaśnica. Eimann tog aktiv del i mördandet: han sköt personligen ihjäl det första offret.
Efter andra världskriget var Eimann handelsman i Hannover. Den 20 december 1968 dömdes han av Landgericht Hannover till fyra års fängelse som medskyldig till mord på minst 1 200 personer.